# Sisyphus youngai
Sisyphus youngai är en skalbaggsart som beskrevs av S. Endrödi 1973. Sisyphus youngai ingår i släktet Sisyphus och familjen bladhorningar. Inga underarter finns listade i Catalogue of Life.